# Stadtumlandbahn Regensburg
Als Stadtumlandbahn Regensburg bezeichnet die Bürgerinitiative Pro-Städtedreiecksbahn, welche von Jan Mascheck (Enkel von Hans-Joachim Mascheck) ins Leben gerufen wurde, seit Anfang 2017 die Bahnstrecke zwischen Burglengenfeld über Regensburg nach Langquaid angelehnt an die Namensgebung der Stadtumlandbahn Erlangen, in der Erweiterung möglicherweise als Tramtrain-Konzept auf der Stadtbahn Regensburg.

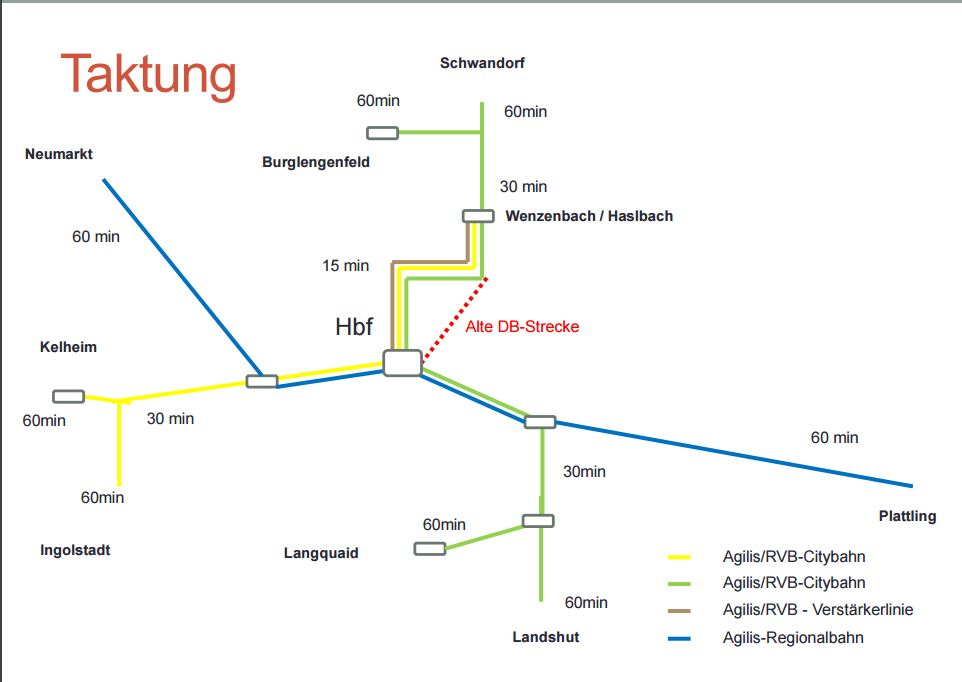
Stadtumlandbahnansatz

## Hintergrund
Die Ausgangslage in Regensburg ist ausgesprochen schwierig. Über 70.000 Personen pendeln täglich in die Stadt aus dem Umland, zumeist mit dem PKW.
Die Donau zieht sich quer in West-Ost-Richtung durch ganz Regensburg.
Viele Arbeitsplätze, Industriestandorte wie auch Freizeitangebot befinden sich südlich der Donau in Regensburg. Jedoch wird die Donau nur an vier Stellen in Nord-Süd-Richtung durch Verkehrswege überquert: drei Straßenbrücken und eine Eisenbahnbrücke.
Die Straßenquerungen haben zudem noch einen weiteren Nachteil: Eine der Querungen ist eine Autobahn, die neben dem regionalen Verkehr auch den überregionalen Nord-Süd-Verkehr aufnehmen muss und zusätzlich mit dem Pfaffensteiner Tunnel ein zweites Nadelöhr aufweist.
Ausgehend von der Erkenntnis, dass es neben dem Ost-West-Verkehr insbesondere im Nord-Süd-Verkehr zu den Stoßzeiten innerhalb und um Regensburg herum zu massiven Staus kommt, die Straßen keine weiteren Verkehre mehr aufnehmen können und die kreuzende Autobahn A 3 6-streifig ausgebaut wird und folglich noch mehr Verkehr in Richtung A93 bringen wird, wurde die Stadt-Umland-Bahn zwischen Langquaid und Burglengenfeld für Regensburg durch die Initiative Pro-Städtedreiecksbahn ins Spiel gebracht.
Als Gründe für die Ablehnung des aktuellen Stadtbahnkonzeptes nannten die Regensburger unter anderem auch die fehlende Anbindung des Umlandes.

## Teilstück Laabertalbahn
Als Laabertalbahn wird die Bahnstrecke Eggmühl–Langquaid bezeichnet. Der hier ansässige Verein erhält zusammen mit den Anrainerkommunen die Gleisanlage und führt historischen Event- wie auch Güterverkehr durch. Die Gemeinden Langquaid und Schierling arbeiten aktiv an einer Erhaltung der Gleisanlage mit und arbeiten an einem „Stadtumlandkonzept“ zur umsteigefreien Anbindung an Regensburg.

## Teilstück Eggmühl–Regensburg
Der Gleisabschnitt vom Regensburger Hauptbahnhof bis zum Abzweig Obertraubling ist an seinen Kapazitätsgrenzen angekommen, auch der Airportexpress zwischen Regensburg und dem Flughafen München war hier bereits sehr schwer unterzubringen. Ein drittes Gleis ist bereits im Bundesverkehrswegeplan in der Planung und befindet sich in einem frühen Planungsstadium. Dieses Gleis ist Voraussetzung für weitere Verkehre zwischen Langquaid und Regensburg.

## Teilstück Regensburg–Maxhütte-Haidhof
Die Strecke zwischen Regensburg und Maxhütte-Haidhof, als Teilstück der Verbindung Regensburg–Hof, ist bisher nicht elektrifiziert. Für diese Strecke gibt es Ausbauplanungen, mit sehr langen Realisierungszeiträumen, auch eine mögliche Elektrifizierung steht im Raum. Zusätzliche Kapazitäten für eine Stadtumlandbahn Regensburg sind hier vorhanden.

## Teilstück Burglengenfeld–Maxhütte
Zwischen Burglengenfeld und Maxhütte-Haidhof verläuft die Bahnstrecke Haidhof–Burglengenfeld. Auf dieser Strecke ist der Personenverkehr seit 1967 eingestellt, der Güterverkehr in Richtung Zementwerk nahm in den letzten Jahren weiter zu. Aktuell prüft die Bayerische Eisenbahngesellschaft (BEG) eine Reaktivierung des Schienenpersonennahverkehrs, die nach ersten Verlautbarungen sehr hohe Chance hat. Im September 2020 wurden erste Ergebnisse veröffentlicht, wonach die BEG diese Bahnstrecke für reaktivierungswürdig hält, das 1000er-Kriterium sei je nach Variante erreichbar.

## Erweiterung auf einer späteren Stadtbahn Regensburg
Konzept des Stadtumlandbahnansatzes der Bürgerinitiative ist eine umsteigefreie Direktverbindung in die Stadt Regensburg, in der ersten Realisierungsphase als durchgehende Nord-Süd-Verbindung ausschließlich auf dem Netz der Deutschen Bahn und in der zweiten Phase durch teilweise Mitbenutzung der Stadtbahnstrecken als Tramtrain-Konzept, ähnlich dem Chemnitzer Modell.
Das seit 2019 angestrebte Konzept einer Stadtbahn ohne Umlandanbindung wurde am 9.6.24 mit knapp 54 % Ablehnung gestoppt. Gründe waren 'zu teuer', 'zu lange Baustellen' und fehlende Umlandanbindung.

#### Kritikpunkte zur Planung
Im Nachgang gibt es Kritikpunkte zur Stadtbahnplanung. In den Städten Kiel, Wiesbaden, Saarbrücken Tübingen, Verlängerungen in Berlin oder auch der Stadt-Umlandbahn Erlangen betragen die Investitionen zwischen 15 Millionen (bei vorhandenen Systemen) bis hin zu 28 Millionen Euro (bei kompletten Neusystemen) je zu bauendem Kilometer. In Regensburg veröffentlichte man kurz vor der Abstimmung einen Betrag von 1,2 Milliarden Euro, was ca 68 Millionen EUR je Kilometer bedeutet. Diese doch sehr hohe Zahl könnte das Abstimmungsergebnis maßgeblich beeinflusst haben. Auch die erste sehr späte Bereitschaft die Sandgasse in einer anderen Linienführung zu umfahren (ca. 2 Monate vor der Abstimmung) war sehr unglücklich gewählt. Wurde doch die Initiative Gleisfrei im Wesentlichen in den Stadtteilen im Norden (Konradsiedlung) oder im Süden in Burgweinting gegründet.↵Diese erst sehr späte Berücksichtigung der Bürgerschaft bei der Planung der Streckenführung hatte einen wesentlichen Einfluss auf das Endergebnis.
Die Verwaltung der Stadt Regensburg war zumindest sehr schlecht beraten, diese zwei hier aufgezeigten Kritikpunkte nicht berücksichtigt bzw. diese Fehler begangen zu haben.
In Anbetracht des doch recht knappen Ergebnisses (53% dagegen / 47% dafür) ist die Verkündung der im bundesweiten Vergleich fast dreifachen Investitionskosten und die Provokation der Bürger durch das zu lange Festhalten an Streckenführungen durch einspurige Eigenheimsiedlungen als eklatanter Fehler mit voraussagbarem Ergebnis zu werten.

## Gutachten
Das Büro Komobile erhielt 2019 den Auftrag, aufgrund des vielfältigen Wunsches der Weiterführung der Regensburger Stadtbahn ins Umland, diesen Ansatz zu prüfen. Dem Neubau von Straßenbahnstrecken ins Umland gab das Gutachterbüro klar einen ‚Korb‘. Für den Neubau von Straßenbahnstrecken ins Umland sei das Umland zu zersiedelt und die entsprechende Nachfrage für eine Förderfähigkeit nicht gegeben.
Den Ansatz einer Stadtumlandbahn auf Bahngleisen mit späterer Durchbindung auf der Stadtbahn prüft die Bayerische Eisenbahngesellschaft im Rahmen eines Großgutachtens für den Regensburger Raum.

## Begrifflichkeiten
In der Diskussion wird im Rahmen einer von vielen Seiten geforderten Stadtumlandbahn mit verschiedenen zum Teil sich widersprechenden Konzepten gearbeitet.
Unabhängig von der politischen Zugehörigkeit wird der Ansatz des Karlsruher Modell (Straßenbahn fährt ins Umland) verwechselt mit dem Neubau von Straßenbahnstrecken ins Umland (Erlangen) wie auch dem Chemnitzer Modell (stadtbahnähnliche Regionalbahnfahrzeuge fahren in die Stadt).
Das Büro Komobile hat dem Ansatz „Straßenbahnstrecken ins Umland“ eine klare Absage erteilt. Trotzdem wird dieses Konzept für die Prüfung einer Stadtumlandbahn Regensburg immer wieder gefordert:
Aus Sicht vieler Landkreispolitiker ist nur der Ansatz des Chemnitzer Modells realistisch für die Planung einer umsteigefreien Stadtumlandbahn Regensburg.